# Egipt ptolemejski

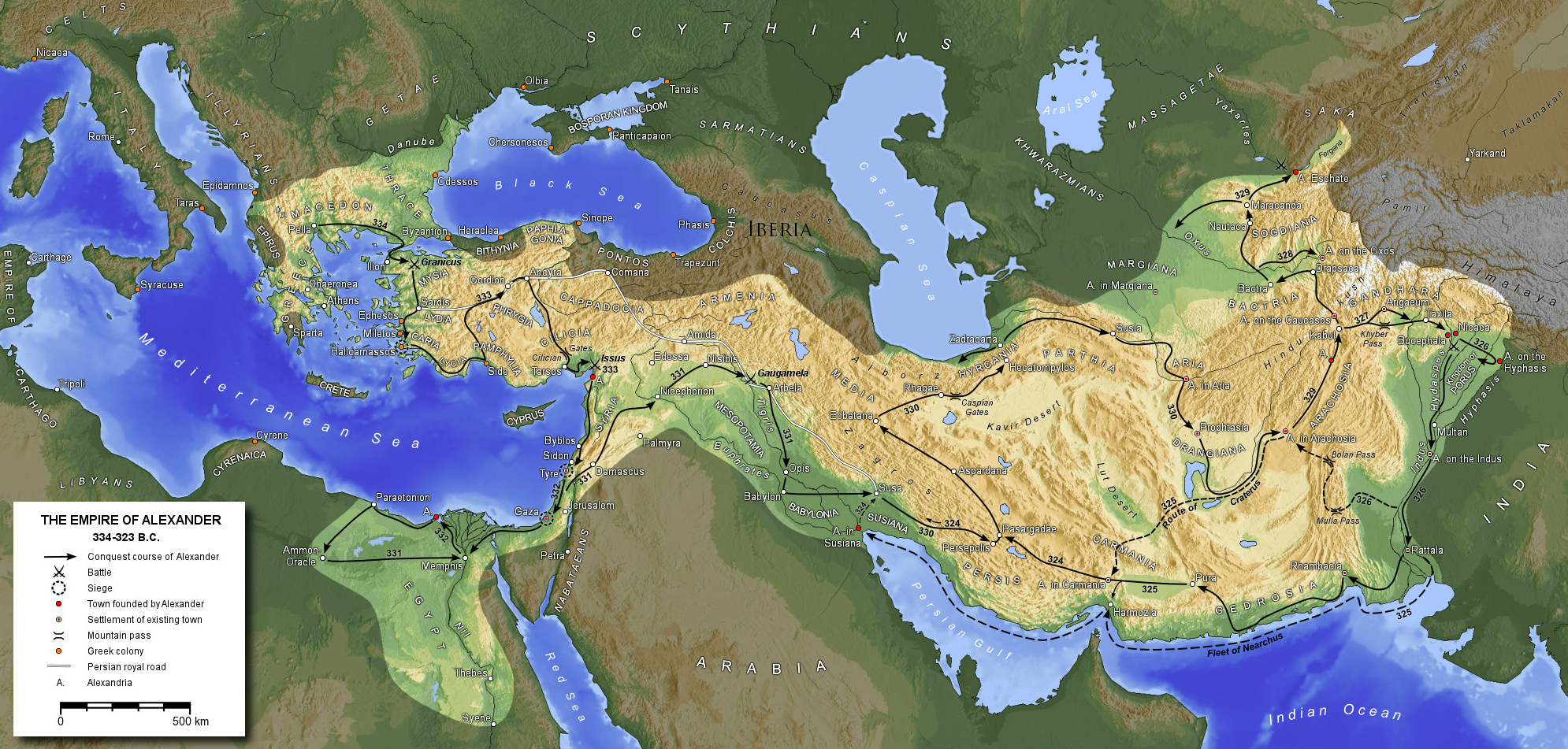
Podboje Aleksandra

Egipt ptolemejski (stgr. Πτολεμαϊκὴ βασιλεία Ptolemaike Basileia, Królestwo Ptolemeuszów) – okres hellenistyczny w historii starożytnego Egiptu, który rozpoczął się wraz ze śmiercią Aleksandra Macedońskiego (323 p.n.e.) i podziałem jego imperium przez diadochów, a zakończył wkroczeniem legionów rzymskich Oktawiana Augusta oraz samobójczą śmiercią ostatniej królowej Kleopatry VII i Marka Antoniusza (30 p.n.e.)
Walka o kształt spuścizny po wielkim Aleksandrze okazała się jedynie wstępem do budowy nowego ładu politycznego, a na gruzach imperium wyrosły nowe państwa i rządzące nimi dynastie. Dzięki racjonalnym decyzjom pierwszego władcy, kraj nad Nilem okazał się jednym z najtrwalszych elementów nowego porządku, z kolei stolica królestwa Aleksandria, dzięki przemyślanej polityce kulturalnej, zyskała miano wiodącego ośrodka świata antycznego.
W kolejnych stuleciach rozpoczęła się faza powolnego kryzysu i stagnacji, które zyskały na gwałtowności w II wieku p.n.e. Zbiegło się to z coraz większym niezadowoleniem miejscowej ludności, upośledzonej w stosunku do odgrywających niepodzielne role polityczne i blokujących stanowiska urzędnicze Greków. Wzrost potęgi Rzymu, który początkowo jedynie przyglądał się rozwojowi wypadków, doprowadził do sytuacji, w której sprawy wewnętrzne Egiptu uzależnione zostały od układu sił w rzymskim Senacie. Ostatecznie tryumfujące jedynowładztwo zlikwidowało nad Tybrem obawę, związaną z powierzeniem władzy w Aleksandrii ambitnemu rzymskiemu politykowi. Egipt stał się perłą w koronie cesarstwa, podstawą niezależności finansowej jego władców oraz fundamentem ich potęgi.

## Rozpad imperium i początek epoki hellenistycznej
Po niespodziewanej śmierci Aleksandra Wielkiego (323 p.n.e.) ujawniły się wszystkie słabości stworzonego przez niego imperium. Brak następstwa spowodował wysunięcie się na pierwszy plan elity dowódczej, zwanej później diadochami (stgr. διάδοχος diadochos, następcy). Pod naciskiem swoich żołnierzy obwołali oni królem niepełnosprawnego umysłowo przyrodniego brata Aleksandra Arridajosa (jako Filipa III), a także usunęli wszystkich Persów ze stanowisk satrapów, rozdzielając je między siebie (rola dominująca przypadła, będącemu głównym zwolennikiem jedności imperium Perdikkasowi).
Współcześnie uważa się, że spór o kształt dziedzictwa po Aleksandrze był osią wszystkich konfliktów mających miejsce w początkach epoki hellenistycznej. Dążenie do utrzymania jedności ścierało się z partykularyzmami i chęcią budowy własnych domen, a wobec wykazującego zbyt wysokie ambicje Perdikkasa szybko zawiązała się koalicja, do której weszli: Antypater, Lizymach, Krateros, Antygon i Ptolemeusz. Interweniujący Perdikkas karną ekspedycję rozpoczął od Egiptu, jednak dotarłszy bez większych przeszkód nad deltę został zamordowany przez własnych oficerów.
Nowego podziału imperium dokonano podczas spotkania w Triparadejsos (południowa Syria, 321 p.n.e.) Wtedy to rola opiekuna królów (wdowa po Aleksandrze Roksana urodziła syna Aleksandra IV) przypadła Antypatrowi, z kolei Seleukosowi, przywódcy spisku przeciwko Perdikkasowi, obiecana została satrapia Babilonii. Ptolemeusz, kiedy zaproponowano mu miejsce zamordowanego i przejęcie dowództwa nad armią odmówił, ponieważ wolał budować własne królestwo. Stał się tym samym jednym z „separatystów” (razem z Seleukosem i Lizymachem) pozostających w konflikcie z Antygonem I Jednookim i jego synem Demetriuszem, którzy przejęli rolę strażników jedności.

## Początki dynastii

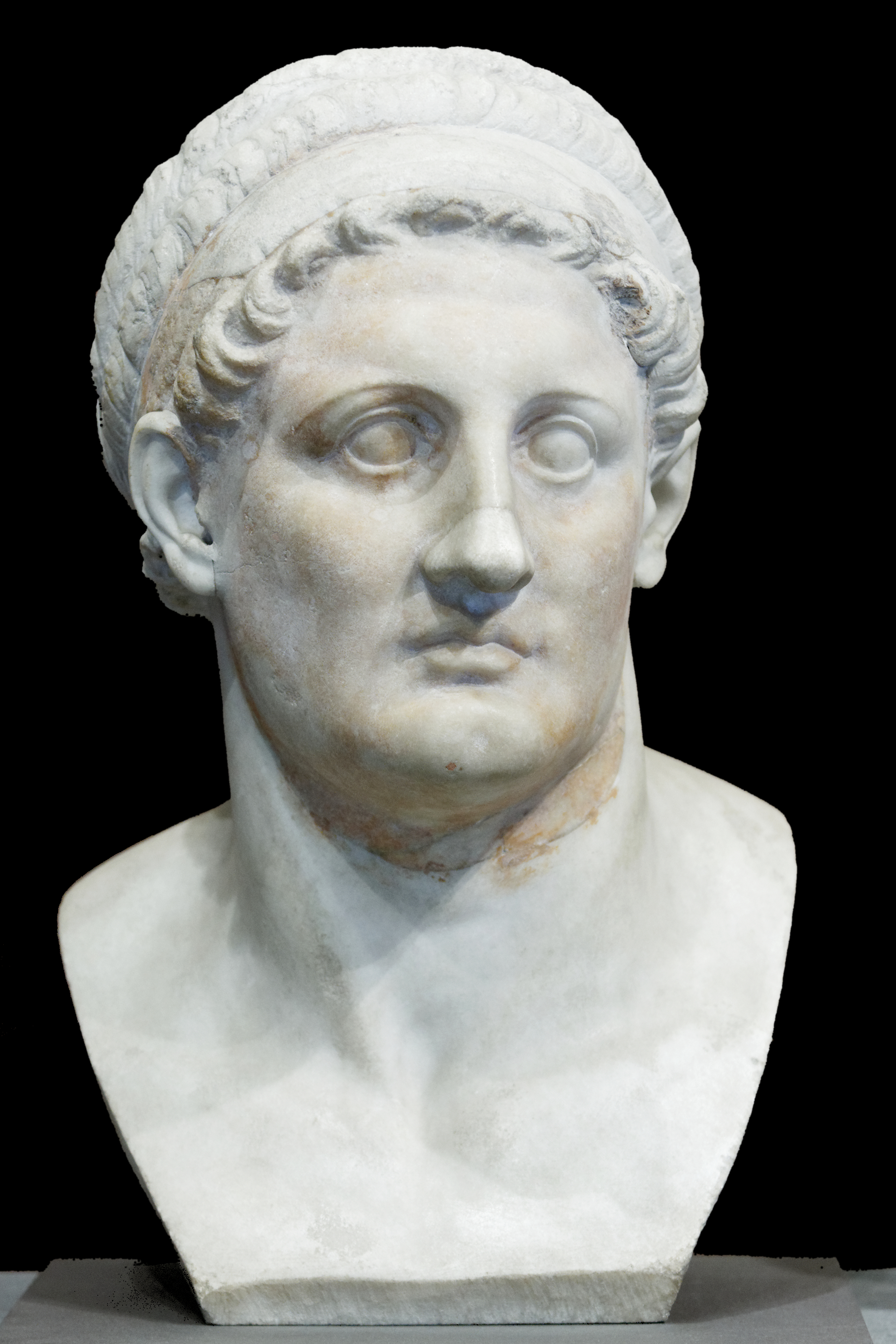
Popiersie Ptolemeusza I. Luwr

Przejmując Egipt (jeszcze przed śmiercią Perdikkasa) Ptolemeusz napotkał niespodziewaną przeszkodę w postaci Kleomenesa z Naukratis. Był to miejscowy Grek, nomarcha odpowiedzialny za zbieranie podatków, który w sposób budzący wiele wątpliwości zdołał zgromadzić ogromny majątek (ok. 8000 talentów). Kleomenes został zamordowany pod zarzutem sprzyjania Perdikkasowi, a jego bogactwa przeszły na własność króla.
Pomimo tego, że nowy egipski władca odciął się od uniwersalistycznych idei Aleksandra, nie zamierzał całkowicie wycofywać się z rozgrywek pomiędzy pozostałymi spadkobiercami. Podstawowym powodem tej postawy była obawa, aby to z czego sam zrezygnował nie udało się któremuś z byłych towarzyszy. Nie mniej ważna była także chęć powiększenia swojego terytorium o tereny zasobne w surowce. I tak już w pierwszych latach rządów, zręcznie wykorzystując konflikty pomiędzy greckimi poleis, zdołał narzucić swoje zwierzchnictwo Cyrenajce, w 312 p.n.e. zawładnął  bogatym w rudy Cyprem (w samym Egipcie surowce zostały wyeksploatowane jeszcze w czasach faraońskich), a w 301 p.n.e. ustanowił swoje rządy w niezwykle ważnej strategicznie Syropalestynie. Ta ostatnia, odebrana zajętemu na wschodzie Seleukosowi, stała się przedmiotem długotrwałego konfliktu (wojny syryjskie), który kilka dekad później ogarnął państwa Ptolemeuszy i Seleukidów.
W 305 p.n.e., biorąc przykład z Antygona, Ptolemeusz ogłosił się królem (stgr.  βασιλεύς basileus). W jego przypadku miało to jednak wymiar formalny i było zaledwie usankcjonowaniem wzajemnych relacji pomiędzy egipskim władcą a jego greckimi poddanymi, dla rodowitych Egipcjan Ptolemeusz był faraonem od 323 p.n.e. i od tej daty liczone były jego rządy. Jeszcze w tym samym roku w ich ślady poszli pozostali pretendenci do dziedzictwa po Aleksandrze, a wydarzenie to znane jako „rok królów” stanowiło bardzo ważną cezurę. Przyjęcie tytułów królewskich oznaczało bowiem realną porażkę koncepcji powszechnego imperium, co zamykało pierwszy etap kształtowania się nowego porządku. W 301 p.n.e. w bitwie pod Ipsos zostali również pokonani utożsamiani z nią Antygonidzi.
Bardzo istotnym posunięciem natury symbolicznej było sprowadzenie nad Nil szczątków wielkiego Aleksandra (321 p.n.e.) W stolicy Egiptu wybudowano piękny grobowiec, który stał się wkrótce świątynią kultu nie tylko samego wodza, ale również całej dynastii Ptolemeuszów. Jego dokładny opis znamy z naocznej relacji Diodora Sycylijskiego (Biblioteka XVIII.26.3-6) i Strabona
(Geografia XVII.8), z kolei dzięki Swetoniuszowi wiemy, że już w starożytności stał się on miejscem licznych pielgrzymek, m.in. cesarzy rzymskich, w tym Oktawiana Augusta.
Ptolemeusz I zmarł w 282 p.n.e. po trwających 41 lat rządach. Jego następca, syn z drugiego małżeństwa Ptolemeusz II Filadelfos rządził 39 lat i przyjmuje się, że ten pierwszy, charakteryzujący się wewnętrzną stałością okres miał decydujący wpływ na sukces dynastyczny oraz późniejszą trwałość domeny Ptolemeuszów.

### Wojny syryjskie, wojna chremonidejska i laodikejska

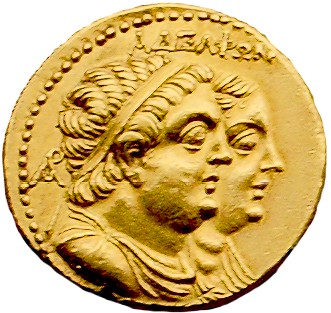
Filadelfos i Arsinoe. Oktadrachma z epoki

Panowanie Filadelfosa było kontynuacją polityki ojca. Spacyfikowawszy zagrożenie jakie płynęło z Cyrenajki (jej zarządca Megas będąc spokrewniony z Ptolemeuszami zapragnął tronu egipskiego) Ptolemeusz II zwrócił swoje zainteresowanie w kierunku Azji Mniejszej. Już jego ojciec dokonał pewnych cesji egejskiego władztwa Antygonidów, a teraz pod panowaniem Filadelfosa znalazło się również południowo-zachodnie wybrzeże Anatolii wraz z Miletem, Samos, Karią, możliwe również że Lidią i część Cylicji.
W tym samym czasie wybuchła wojna z Seleukidami o sporne tereny syryjskie, która przekształciła się w długotrwałą serię konfliktów, nadmiernie angażujących obie strony. Uniemożliwiło to Filadelfosowi pełne uczestnictwo w kolejnym starciu z Antygonidami, a przegrana w wojnie chremonidejskiej, kosztowała go planowaną na Morzu Egejskim dominację.
Ptolemeusz II znany był nie tylko z powodu talentów politycznych. Jego przydomek (stgr. Φιλάδελφος Filadelfos, miłujący własną siostrę) odnosi się do małżeństwa jakie zawarł z rodzoną siostrą, wdową po Lizymachu Arsinoe. Wątpliwy jest fakt, aby grecka część jego poddanych bez sprzeciwu aprobowała ten stan rzeczy, w tym wypadku jednak dobitnie zaakcentowany został charakter monarchii hellenistycznej, władca jest ponad normami obowiązującymi zwykłych śmiertelników.
Na panowanie Ptolemeusza III Euergetesa (stgr. Εὐεργέτης Euergetes, dobroczyńca), które miało miejsce w latach 246-222 p.n.e., przypadają zmagania wojenne daleko poza granicami Egiptu. Po przedwczesnej śmierci Antiocha II, jego żona, a siostra Ptolemeusza Berenike znalazła się w śmiertelnym niebezpieczeństwie. Do schedy po zmarłym rościli sobie bowiem prawa jego synowie z pierwszego małżeństwa (z Laodike). Pomimo interwencji wojskowej siostra Euergetesa wraz z dzieckiem została zamordowana, co dla Ptolemeusza stanowiło doskonały pretekst. Na czele armii przekroczył Eufrat, a z późniejszej inskrypcji z Adoulis (OGIS 54) wiemy, że w wyniku tej kampanii uznał się za pana Mezopotamii, Babilonii, Suzjany, Perysydy i Medii. Pewna pasywność jego późniejszych rządów każe doszukiwać się niektórym badaczom oznak początków kryzysu. Prawdą jest jednak, że wojska Ptolemeusza III prowadziły działania również na Morzu Egejskim, a sprawy dotyczące Grecji ograniczone zostały do praktyk natury dyplomatycznej.

## Kryzys

Państwa basenu Morza Śródziemnego w 218 p.n.e.

Panowanie dwóch kolejnych przedstawicieli dynastii: Ptolemeusza IV Filopatora (221-204 p.n.e.) i jego syna Ptolemeusza V Epifanesa (204-180 p.n.e.) uznawane jest jednogłośnie za początek kryzysu. W wyniku młodego wieku lub wręcz małoletności następców (Filopator 17 lat, Epifanes 5 lat), do władzy doszli pełniący funkcje faworytów-regentów Agatokles z Samos i Sosibios. Pierwszą rzeczą, o jaką dwaj dostojnicy zadbali, było, skutkujące powszechnym niezadowoleniem, pozbawienie stanowisk wszystkich potencjalnych konkurentów. W tej sytuacji dowódca wojsk egipskich w Syrii niejaki Theodotos, z obawy o swoją przyszłość, przeszedł na stronę Seleukidów. W wojnie do jakiej doszło (221 p.n.e.) utracono wszystkie zdobycze w Mezopotamii, z czasów panowania poprzednika, a ponieważ większość armii stacjonowała w Syrii, niedobory kadrowe w wojsku Ptolemeuszów po raz pierwszy uzupełniono Egipcjanami. Pomimo tego, że Antioch III został pokonany (bitwa pod Rafią), a Syria i Palestyna odzyskane, skutki wygranej były opłakane.
Egipscy żołnierze po powrocie do kraju podnieśli bunt, domagając się dla siebie pozycji równoważnej z tą jaką mieli ich greccy pobratymcy. Doprowadziło to do oderwania się Tebaidy i powstania na południu oddzielnego państwa nubijskich faraonów (secesję zlikwidowano dopiero w 186 p.n.e.) Sytuacja ta miała tak fatalne skutki dla finansów, zrujnowanego podatkami na armię królestwa, że niezadowolenie z władzy Ptolemeuszów wyraźnie wzrosło.
Po śmierci Filopatora jego następcą został pięcioletni syn Ptolemeusz V Epifanes, a nieprzerwanie pozostający u steru Agathokles z Sosibiosem, w celu zapewnienia sobie wpływu na małoletniego monarchę, pozbyli się tym razem wszystkich uprawnionych do regencji i następstwa tronu. Według Plutarcha zamordowana została cała najbliższa rodzina małego króla tzn.: jego brat Lizymach, wuj Magas, babka Berenika II, a na końcu jego własna matka Arsinoe (Historie XV.25). W czasach regencji definitywnie utracono też na rzecz Antiocha Syropalestynę i część posiadłości małoazjatyckich na rzecz Macedonii. Młody władca zmarł w 180 p.n.e. najprawdopodobniej otruty.
Kolejne półtora wieku zajęły Ptolemeuszom wewnątrz dynastyczne walki, prowadzące do powolnej ruiny państwa. Po śmierci Epifanesa władza przypadła trójce jego dzieci i sprawującej regencję żonie Kleopatrze I. Najstarszy syn Ptolemeusz VI (180-145 p.n.e.), o kultowym przydomku Filometor (stgr. Φιλομήτωρ, kochający matkę), objął rządy w 175 p.n.e. i pojął za żonę siostrę Kleopatrę II. W roku 170 p.n.e. wybuchła kolejna wojna pomiędzy Egiptem a państwem Seleukidów, w której mający zdecydowaną przewagę militarną Antioch IV Epifanes musiał się już jednak liczyć z reakcją Rzymu. W wyniku osobistego spotkania Ptolemeusza i Antiocha doszło do porozumienia, na mocy którego Seleukida objął patronat nad królem Egiptu. Na dworze aleksandryjskim, nie specjalnie zdającym sobie sprawę z własnej słabości, zostało to przyjęte z wrogością i w odpowiedzi nowym królem obwołano młodszego z braci Ptolemeusza VIII (Euergetesa II), znanego również jako Fyskon (stgr. Φύσκων, brzuchacz), po czym ożeniono go z jego siostrą Kleopatrą II (która mimo to nie przestała być żoną Ptolemeusza VI). Zmiana sytuacji na wschodzie doprowadziła do wmieszania się w konflikt do tej pory obojętnego Rzymu (neutralność była korzystna do momentu zakończenia wojny macedońskiej). Do Antiocha wysłano Gajusza Popiliusza Laenasa z listem od Senatu, a scenę spotkania w bardzo obrazowy sposób przedstawił Liwiusz. Według niego do rozmowy doszło niedaleko Aleksandrii, gdzie legat zakreśliwszy kijem okrąg dookoła osoby króla stwierdził, że nie pozwoli mu wyjść poza jego granice dopóki nie udzieli jasnej odpowiedzi (Ab Urbe condita XLV.12).

## Polityka Rzymu wobec Egiptu
Wzajemne relacje egipsko-rzymskie rozpoczęły się od poselstwa Ptolemeusza II wysłanego w 273 p.n.e. i życzliwej neutralności Egiptu, podczas wojen Rzymu z Kartaginą (m.in. odmówienie Fenicjanom pożyczki). Interwencja Rzymu (poselstwo Laenasa) stanowi cezurę, od której rozpoczęła się jego „opieka” nad Egiptem. Wtedy to kraj nad Nilem stał się zakładnikiem wewnętrznych tarć senackich frakcji i pozostawał pozornie niezależny jedynie z powodów czysto pragmatycznych. Senatorowie woleli bowiem na tronie Egipskim któregoś z Ptolemeuszów, niż ambitnego krajana rządzącego zasobną prowincją.

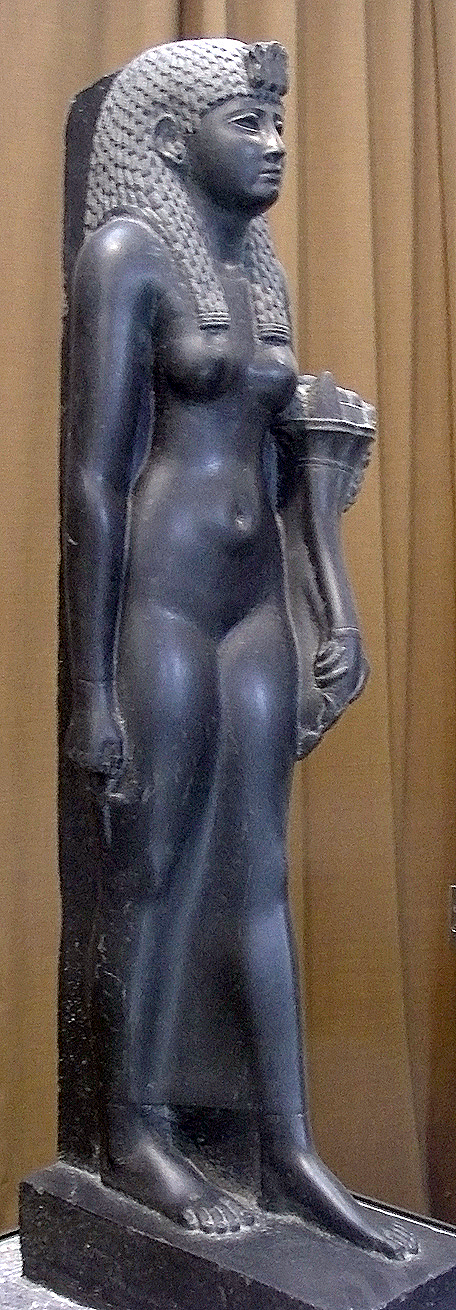
Kleopatra VII. Ermitaż

W roku 165 p.n.e. doszło do poważnej rewolty niejakiego Dionizjosa Petosarapisa. Początkowo działając na korzyść młodszego ze skonfliktowanych braci Petosarapis podburzył aleksandryjczyków, gdy Filometor z Fyskosem zdążyli się jednak pogodzić, uciekł ze stolicy podburzając cały kraj.
Ptolemeusz VI zmarł w 145 p.n.e., w wyniku ran odniesionych w kolejnej wojnie z Seleukidami, wywołanej tym razem przez stronę egipską. Gdy po jego śmierci rodzeństwo nie zdołało kontynuować polityki ingerencji, stało się jasne, że Egipt stracił zdolność do prowadzenia jakiejkolwiek, ambitniejszej polityki zagranicznej.
Kleopatra II rządząca w imieniu małoletniego Ptolemeusza VII (syna zmarłego Ptolemeusza VI Filometora) została zmuszona przez ludność Aleksandrii, do ożenku z pozostałym przy życiu Ptolemeuszem VIII Fyskonem. Ten, nie chcąc mieć konkurentów, zamordował bratanka, po czym ożenił się z córką swojej żony Kleopatrą III, nie przeprowadzając z tą pierwszą żadnego formalnego rozwodu (miał zatem dwie żony matkę i córkę, z którymi sam był spokrewniony!) Cała, nienawidząca się wzajemnie trójka zwarła się w koszmarnym uścisku, a próbując się wzajemnie wyeliminować doszczętnie zrujnowała kraj.
Po śmierci Fyskona (116 p.n.e.) i Kleopatry II (115 p.n.e.) władza w państwie przeszła w ręce regentki Kleopatry III (matki przyszłego władcy Ptolemeusza X Aleksandra), z kolei nieślubny syn „brzuchacza” Ptolemeusz Apion dostał w zarząd Cyrenajkę. Walki rozgorzały na nowo, ponieważ pominięty w testamencie Ptolemeusz IX Soter (o przydomku Lathyros, groszek) postanowił dochodzić swoich praw. W 96 p.n.e. rządzący Cyrenajką Apion przekazał ją w testamencie Rzymowi (prowincja od 76 p.n.e.), a kilka lat później w 87 p.n.e. na podobny akt zdecydował się pokonany przez Lathyrosa Aleksander (przekazując cały Egipt, jednak bez odzewu ze strony Republiki). Po kilku latach dynastią targnął wstrząs, kiedy wszyscy męscy potomkowie dostali się do niewoli króla Pontu Mitrydatesa, uciec zdołał tylko Ptolemeusz XI, syn Ptolemeusza X (obydwaj z przydomkiem Aleksander), który, po 3-tygodniowych rządach zginął w zamieszkach.
Ok. 80 p.n.e. władzę przejęli synowie Ptolemeusza IX, Ptolemeusz XII w Egipcie i jego brat również Ptolemeusz na Cyprze. W roku 59 p.n.e. w Senacie rzymskim zapadła decyzja o włączeniu wyspy do imperium, wobec czego młodszy z braci popełnił samobójstwo, a w wyniku braku reakcji na politykę Rzymu, Ptolemeusz XII musiał uchodzić z kraju. Wrócił pod osłoną legionów.

### Rządy Kleopatry VII
Ptolemeusz XII zmarł w 51 p.n.e. pozostawiając rządy swojemu potomstwu, najstarszej Kleopatrze VII i Ptolemeuszowi XIII. Dzieci tradycyjnie zawarły małżeństwo, które tradycyjnie nie uchroniło ich od konfliktu. Kiedy w Aleksandrii wybuchły skierowane przeciw Kleopatrze zamieszki, sytuację na korzyść królowej przeważył Juliusz Cezar (pojawił się w Egipcie w pogoni za Pompejuszem). W samym tumulcie zginął uważany za ich organizatora Ptolemeusz XIII. Po wyjeździe Cezara, Kleopatra powiła syna Cezariona, a do czasu śmierci kochanka (44 p.n.e.) zdążyła jeszcze wyjść za mąż za młodszego brata Ptolemeusza XIV (którego później kazała zgładzić) i odwiedzić Rzym.
Ostatnie lata życia ostatniej królowej Egiptu znaczy związek z Markiem Antoniuszem (urodziła mu trójkę dzieci). Jego przegrana w bitwie pod Akcjum była również przegraną Kleopatry. Para popełniła samobójstwo w 30 p.n.e., a Oktawian August nie zamierzał pozostawiać przy życiu syna Cezara. Egipt stał się jego osobistą domeną.

## Administracja
Nowa władza (po 323 p.n.e.) nie wprowadziła większych zmian w stosunku do tradycyjnego, egipskiego systemu administracyjnego, który był nadzwyczaj sprawny i rozbudowany, a także przystosowany do specyficznych miejscowych warunków. Cechą charakterystyczną monarchii Ptolemejskiej, w przeciwieństwie do innych państw hellenistycznych, była niechęć do zakładania znanych z Grecji właściwej polis, których samorządność prowadziła do zmniejszenia kompetencji władzy centralnej. Podstawą podziału administracyjnego były wobec tego wsie i nomy, które w późniejszym okresie zgrupowano w tzw. toparchie (stgr. τοπραρχης toparhis, dystrykt, czyli kilka wiosek) i analogiczne do nich, grupujące po kilka, kilkanaście nomów, jednostki regionalne.
Mający charakter nadzoru nad uprawami, irygacją i ściąganiem podatków podział administracyjny implikował istnienie klasy urzędniczej. Od czasów staroegipskich była ona ściśle zhierarchizowana i dobrze opłacana, ze względu jednak na fakt iż nadzór odbywał się poprzez nakładanie się niektórych funkcji różnych szczebli, nadzwyczaj często dochodziło do przekraczania przez urzędników uprawnień i w efekcie nadużyć w stosunku do ludności. Na szczeblu nomu istniał charakterystyczny urzędowy trójpodział. Nomarcha zajmował się rolnictwem (stgr. νομαρχος, nomarchos), ekonom podatkami (stgr. οικονομος, oikonomos), a pisarz królewski (stgr. βασιλικος γραμματευς, basilikos grammateus) prowadził rejestry. Przez cały III wiek p.n.e. układ ten ewoluował w kierunku funkcji stratega (stgr. στρατηγός strategos, dowódca wojskowy), który stał się najwyższym urzędnikiem nomu.
Grupę najwyższych dostojników odróżniało noszenie dworskich tytułów. Najwyżsi byli Krewni (tytularni), później Pierwsi Przyjaciele, Dowódcy straży, Przyjaciele, Następcy i Członkowie straży przybocznej. Zasada ich uzyskiwania była dwojaka, król mógł przydzielać je sam (za zasługi) lub też przysługiwały z tytułu piastowanego urzędu. Do tych drugich uprawnieni byli zarządca Cypru, szefowie większych nomów (później strategowie) i kancelarii królewskich, namiestnicy Aleksandrii, zarządcy regionów (diojkeci), kapłani Musejonu, a także dowódcy armii i floty.

### Armia i flota
Armie okresu hellenistycznego były w większości przypadków armiami zawodowymi. Początkowo gros najemników stanowili Grecy oraz mieszkańcy greckich terytoriów peryferyjnych np. Trakowie i Lidyjczycy, w II i I wieku p.n.e. pojawili się Semici, Żydzi i Arabowie oraz celtyccy Galaci. Oficerowie rekrutowani byli spośród Macedończyków i Greków, co powodowało przyspieszoną hellenizację żołnierzy. Dla tych drugich służba w armii stanowiła o możliwości awansu społecznego i wliczenia ich w poczet uprzywilejowanych Hellenów, jednak ze względu na fakt iż służący za pieniądze najemnicy odznaczali się małą karnością i skłonnością do zdrady, władcy hellenistyczni starali się stworzyć własną bazę rekrutacyjną w postaci wojskowych osadników (kleruchów).
Początkowo armia hellenistycznego Egiptu została stworzona z oddziałów, jakie przysługiwały Ptolemeuszowi w związku z pełnioną przez niego funkcją satrapy. Na miejscu zastał on również grupę egipskich żołnierzy zwanych machimoi (stgr. μαχιμοι, zdolni do walki) używanych później do zadań porządkowych i rekrutowania załóg okrętów. O liczebności armii ptolemejskiej z końca III wieku świadczy przekaz Polibiusza, który podał konkretne liczby odnoszące się do wojsk egipskich z bitwy pod Rafią. Grecki historyk wymienił ok. 70 tys. piechurów, 5000 jazdy i 73 słonie bojowe (Dzieje V.65), wtedy też doszło do zrównania statusu żołnierzy greckich i egipskich.
Obszarem działania floty były głównie Morze Śródziemne i Egejskie, a także Morze Czerwone i Nil. Zdecydowanie największych sił wymagała imperialna polityka wobec wysp Morza Egejskiego i południowych wybrzeży anatolijskich. Morze Czerwone podlegało raczej rutynowej działalności związanej z osłoną szlaków handlowych, a Nil działaniom policyjnym związanym z zapewnieniem drożności szlaków komunikacyjnych. W wyniku częstych buntów na południu Egiptu w II wieku w Ptolemais w Tebaidzie ustanowiono dowództwo floty rzecznej, powiększonej o okręty morskie. Flota Ptolemeuszów należała do największych w świecie hellenistycznym i za panowania Ptolemeusza II Filadelfosa liczyła 336 jednostek (w większości dużych okrętów) obsługiwanych przez ok. 90 tys. osób załogi.

## Społeczeństwo
Podstawowy podział ludności Egiptu przebiegał wzdłuż różnic natury etnicznej. Wszystkich przybyszy nazywano Hellenami i stanowili oni warstwę uprzywilejowaną w stosunku do ludności miejscowej. Skład tej grupy nie był jednak jednorodny, oprócz Greków i Macedończyków zaliczano do niej bowiem wszystkich nie-Egipcjan, w tym Traków, celtyckich Galatów, a nawet Żydów. W związku z tą różnorodnością, długo utrzymał się zwyczaj podawania po imieniu nazwy państwa pochodzenia tzw. ethne (stgr. ἔθνε, grupa, plemię), np. Ptolemaios, syn Glaukiasa, Macedończyk (Papirus UPZ I 10). Ponieważ przybysze stanowili odrębny stan, wiązało się to z różnicami natury prawnej, dotyczyły ich prawa polis z których pochodzili i podlegali odrębnym sądom.
Dużym skupiskiem greckich kolonistów było Fajum, gdzie ulokowano większość kleruchów (osadników wojskowych), liczba Greków w pozostałych wioskach była niewielka. Ci którzy nie byli żołnierzami zajmowali stanowiska w królewskiej biurokracji lub handlu, często pośrednicząc w obrocie gotówkowym, który dla rodzimych Egipcjan był ciągle pewną nowością. Greckiej odrębności broniły szkoły i gimnazjony, dlatego też pomimo odgórnych zabiegów, koloniści pozostali przez cały okres hellenistyczny grupą odrębną. Ta pielęgnowana i uprzywilejowana pozycja stanowiła podstawę wrogości Egipcjan, wyrażaną w masowych wystąpieniach II i I wieku p.n.e. Niewątpliwie również niewielka ilość greckich polis była przyczyną tego, że miejscowi poza większymi miastami, oparli się hellenizacji.

## Kultura

### Aleksandria (Musejon i biblioteki)
Założona jeszcze przez wielkiego Aleksandra, przyszła stolica ptolemejskiego Egiptu szybko stała się pierwszym miastem świata antycznego. Za czasów Diodora Sycylijskiego (80-20 p.n.e.) liczyła sobie 300 tys. wolnych mieszkańców i przyciągała nie tylko ze względu na możliwości handlowe i swoje dwa porty (morski i rzeczny), ale również ze względów kulturowych. Stanowiący etniczną mozaikę aleksandryjczycy byli społecznością aż nazbyt skorą do rozruchów. Rozwarstwienie, napięcia etniczne, a nade wszystko gotowość do wykorzystania tłumów przez rywalizujących ze sobą członków dynastii, prowadziły do sytuacji, w której tumulty stawały się czynnikiem kształtującym sytuację polityczną (szczególnie w wieku II i I p.n.e.)
Wszyscy władcy państw hellenistycznych wspierali twórców, ale tylko w Aleksandrii znaleźć można było finansowane przez nich instytucje wspierające ludzi nauki i sztuki. Dało to niezwykle trwałe rezultaty, a Aleksandria była jednym z najbardziej znaczących ośrodków kulturalnych jeszcze w okresie późnego cesarstwa.
To z inicjatywy pierwszego z Ptolemeuszów powstał Musejon (stgr. Μουσεῖον Museion). Była to instytucja wzorowana na Akademii Ateńskiej i Lykeionie z tą różnicą, że mianowany przez króla przewodniczący, był jednocześnie kapłanem. Musejon miał więc charakter na poły religijny (świątynia w której czczono muzy). Uprawiano w nim nauki takie jak geografia, astronomia, matematyka i filologia. Nieopodal założono również ogród botaniczny i zoologiczny.
Również za czasów Ptolemeusza I Sotera wybudowano słynną Bibliotekę Aleksandryjską. Z natury rzeczy miała ona służyć członkom Musejonu, ale była instytucją odrębną. Już za czasów Ptolemeusza II liczyła podobno 500 tys. zwojów (a przed okresem rzymskim 700 tys.) Mniejsza, otwarta dla wszystkich biblioteka mieściła się przy centrum kultu Serapisa Serapejonie i liczyła ok. 70 tys. zwojów.
Instytucje aleksandryjskie tworzyły bardzo trwałe ramy kulturowe, oddziałujące również poza granicami. Stały się ponadto miejscem przenikania się kultur helleńskiej i egipskiej. Mając na celu oswojenie miejscowej zwyczajów oraz uczynienie ich bardziej zrozumiałymi dla przybyszów, podejmowano się tłumaczenia egipskich tekstów (także religijnych) lub pisania zupełnie nowych, uwzględniających kulturowe różnice. Jedną z takich osób był kapłan Isodoros, którego liryki odnaleziono na ścianach hellenistycznej świątyni Izydy w Medinet Madi. Kolejną znacznie wcześniejszą Manethon opisujący w języku greckim historię Egiptu (Święte Teksty), którego prace do dziś dzień stanowią podstawę dla periodyzacji dziejów Egiptu.

### Architektura

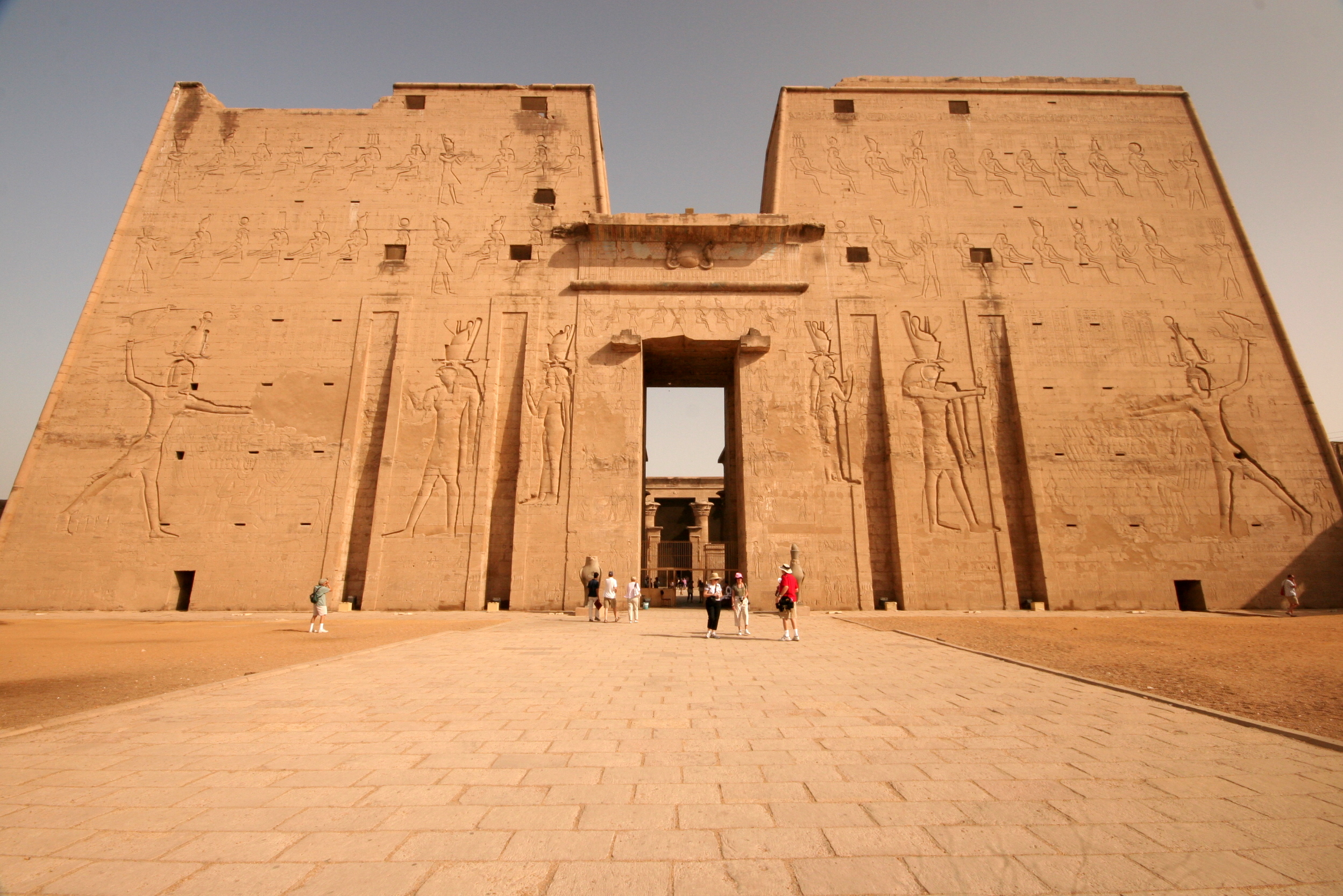
Świątynia Horusa w Edfu. (Pierwszy pylon)

Ożywioną działalność budowlaną, na co wskazują zabytki tebańskie, prowadzili głównie pierwsi władcy dynastii ptolemejskiej. Ptolemeusz II i Ptolemeusz III znacznie rozbudowali stare centrum kultu Amona. Pierwszy z nich nakazał budowę bramy do okręgu Mut, drugi bramy w okręgu Amona, przed świątynią Chonsu oraz bramy przy głównej alei procesyjnej. Ptolemeusz VIII zbudował świątynię Opet poświęconą Ozyrysowi w Karnaku. Wznoszone były według starych tradycji architektonicznych. Znaczące budowle powstawały również poza głównymi ośrodkami i stanowią do dzisiaj najlepiej zachowane zabytki architektury egipskiej. Poza stolicą hellenizacja nie postępowała tak szybko. Przykładem może być wspomniana już świątynia Horusa w Edfu, nad wykończeniem której pracowały później kolejne pokolenia.
Do tradycyjnej formy architektonicznej znanej chociażby z okresu faraońskiego wniesiono niewiele. Wyraźnie zauważalną nowościa były tylko bogato zdobione kapitele kolumn i różne kształty ich głowic. Również w rzeźbie utrzymywano stare tradycje, poza zindywidualizowanymi portretami władców, wykonywanymi na wzór grecki. Ta specyficzna dychotomia kulturowa, potęgowana faktem niewielkiej ilości greckich polis (oprócz stolicy to Naukratis i Ptolemais Hermiou), sprawiała, że o Aleksandrii mówiono, że leży przy Egipcie, a nie w Egipcie.

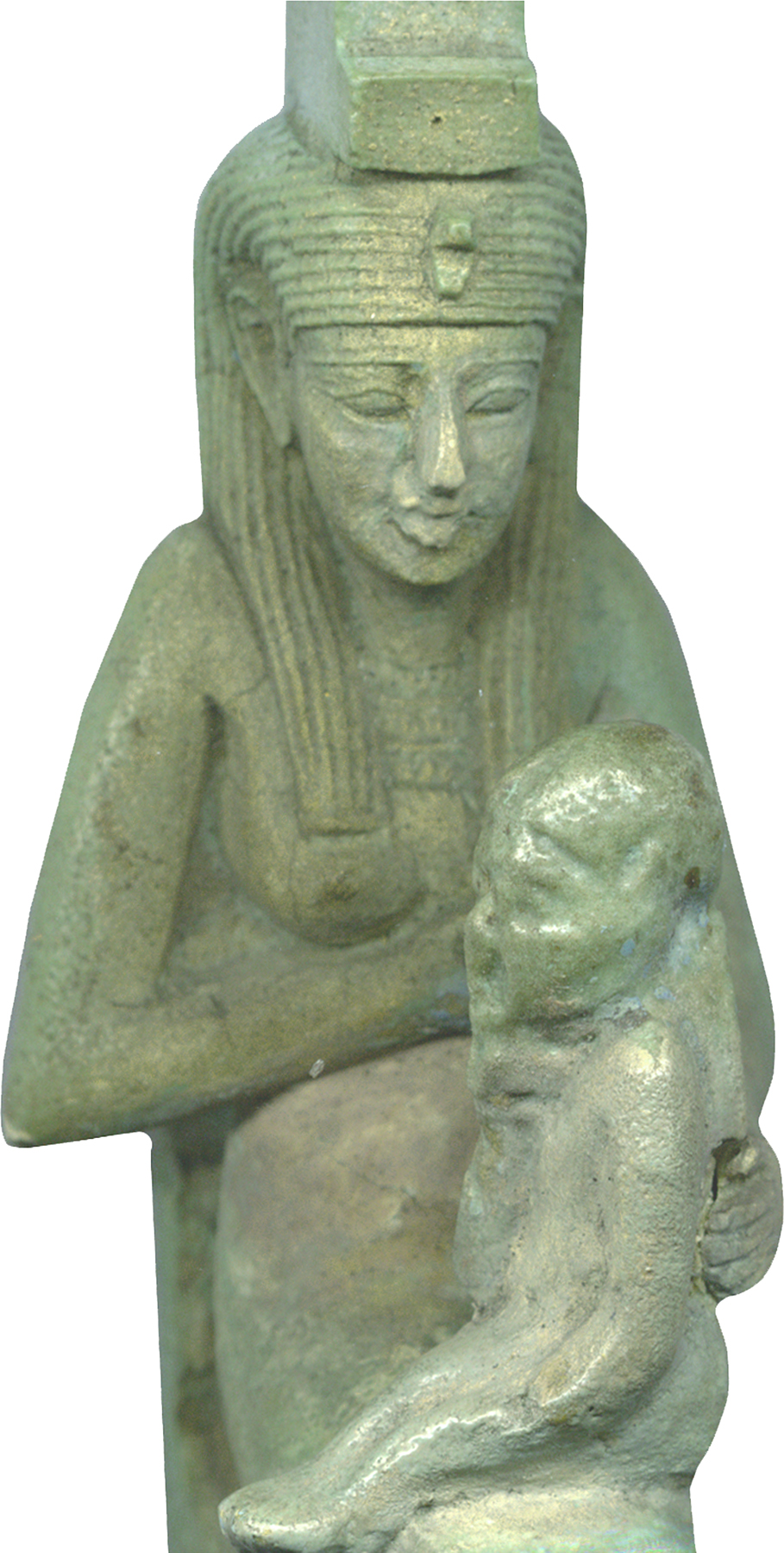
Izyda karmiąca Harpokratesa-Horusa

## Religia i kapłani
Jednym z ciekawszych zjawisk religijnych tego okresu był tzw. synkretyzm religijny. Ze względu na fakt, iż w religiach politeistycznych bóstwo związane było z terytorium, dla egipskich Greków i Macedończyków naturalną rzeczą było zaspokajanie potrzeb natury religijnej poprzez uczestnictwo w kultach lokalnych. Nie przeszkadzało im to jednak w doszukiwaniu się w miejscowych wierzeniach podobieństw do tych znanych z Grecji właściwej. Proces nadawania bogom egipskim imion reprezentantów greckiego panteonu nazywa się w dzisiejszej historiografii interpretatio graeca (tłumaczeniem na grekę).
Doprowadziło to do powstania nowych bóstw takich jak chociażby Sarapis, którego kult miał korzenie w egipskich wierzeniech związanych z Ozyrysem-Apisem (świętym bykiem). Grecy utożsamiali go z Zeusem, Dionizosem i Asklepiosem. Szybko stał się on głównym bogiem dynastii ptolemejskiej, a centrum kultu był aleksandryjski Sarapejon. Ta sama kwestia dotyczyła Izydy, łączonej z grecką Demeter, i jej syna Harpokratesa (Horusa). Ptolemeusze wspierali kult Serapisa po to aby uzyskać wśród poddanych, różniących się etnicznie i kulturowo, większą jedność i posłuch.
Zupełnie nieźle miały się tradycyjne egipskie religie, szczególnie Amona tebańskiego i Ptaha memfickiego. Kapłani starych kultów (z głównych ośrodków) jako nieliczni Egipcjanie zaliczani byli do elity politycznej i ekonomicznej od samego początku trwania dynastii ptolemejskiej. O sile oddziaływania kleru egipskiego świadczyć mogą dwie, zachowane do naszych czasów stele Kamień z Rosetty i Kamień z Kanopos. Zawierają one dekrety kończące tradycyjne memfickie synody. Jeden z czasów panowania Ptolemeusza III Euergetesa (Kamień z Kanopos 238 p.n.e.), drugi (Kamień z Rosetty 196 p.n.e.) z czasów panowania Ptolemeusza V Epifanesa.
Dekret z Kanopos zawiera „zalecenia” dla władcy i informację o reformie kalendarza wprowadzanej za pośrednictwem świątyń. Świadczyć to może o potędze jaką posiadali kapłani i ich znaczeniu w utrzymaniu posłuchu w państwie Ptolemeuszów. Bez wątpienia to również kapłani tebańscy mieli swój wielki udział w secesji południa w wyniku zaburzeń jakie wybuchły po czwartej wojnie syryjskiej.

### Teksty źródłowe
- E.J. Chinnock: The Anabasis of Alexander or the History of the Wars and Conqest of Alexander the Geat, Literally Translated, with a Commentary, from the Greek of Arrian the Nicomedian. Londyn: Hodder and Stoughton, 1884. Brak numerów stron w książce
- Diodorus Siculus: Library of History. Translated by Russel M. Geer. Cambridge Mass.: Harvard University Press, 1947, seria: Loeb Classical Library 377. ISBN 978-0-674-99415-7. Brak numerów stron w książce
- The Gography of Strabo with an English Translation by H.L.Jones (Vol.VIII). Cambridge Mass., Londyn: Harvard University Press, William Heinemann Ltd., 1967, seria: Loeb Classical Library. Brak numerów stron w książce
- Livy: History of Rome. Translated by A.C.Schlesinger. Cambridge Mass.: Harvard University Press, 1951, seria: Loeb Classical Library 396. ISBN 978-0-674-99435-5.Sprawdź autora:1. Brak numerów stron w książce
- Manetho with an English Translation by W.G.Waddell. Cambridge Mass., Londyn: Harvard University Press, William Heinemann Ltd., 1964, seria: Loeb Classical Library. Brak numerów stron w książce
- Polybius: The Histories. Translated by W. R. Paton, Volume III. Cambridge Mass., Londyn: Harvard University Press, William Heinemann Ltd., 1922, seria: Loeb Classical Library 138. ISBN 978-0-674-99658-8.Sprawdź autora:1. Brak numerów stron w książce
- E.S. Schuckburgh: The Histories of Polybius Translated from the Text of E.Hultsch. Londyn, Nowy Jork: MacMillan and Co., 1889. Brak numerów stron w książce
- Suetonius with an English Translation by J.C.Rolfe Vol. I. Cambridge Mass., Londyn: Harvard University Press, William Heinemann Ltd., 1979, seria: The Loeb Classical Library 31. ISBN 978-0674995703. Brak numerów stron w książce